# Pfeiffera monacantha
Pfeiffera monacantha är en kaktusväxtart som först beskrevs av August Heinrich Rudolf Grisebach, och fick sitt nu gällande namn av Paul V. Heath. Pfeiffera monacantha ingår i släktet Pfeiffera och familjen kaktusväxter.

## Underarter
Arten delas in i följande underarter:
- P. m. kimnachii
- P. m. monacantha